# Spodoptera exigua
La nottua piccola (Spodoptera exigua (Hübner, 1808)) è un lepidottero notturno, appartenente alla famiglia Noctuidae, originario dell'Asia, ma ormai diffuso in tutti i continenti.

## Descrizione

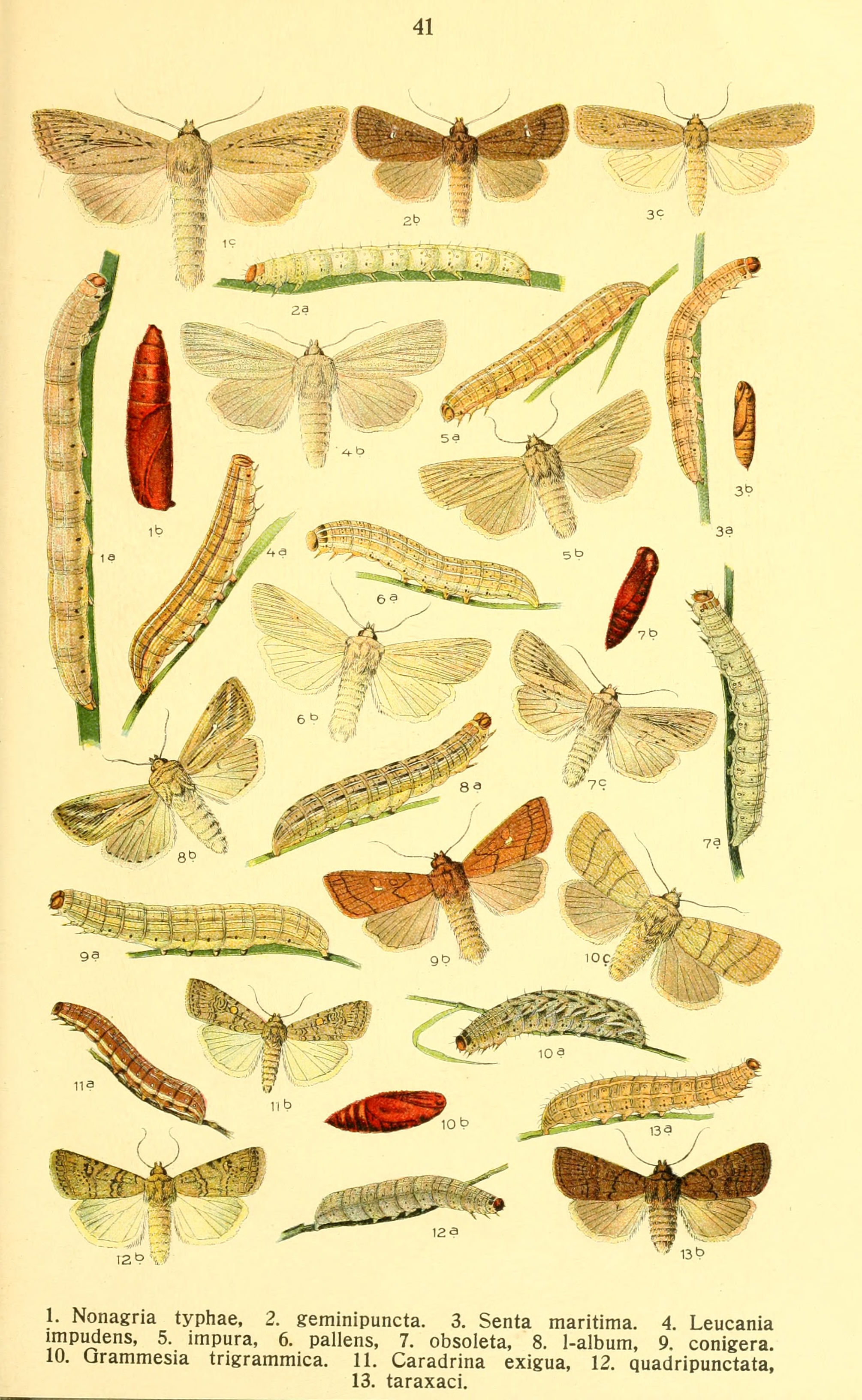

### Adulto

Esemplare ad ali spiegate

L'apertura alare della falena è di 26-33 millimetri. Tipiche della specie sono le ali anteriori molto strette, di colore variabile dal giallo-marrone al grigio-marrone. Le imperfezioni dei reni e soprattutto degli anelli sono solitamente di colore rossastro. Le linee trasversali sono doppie, ma per lo più indistinte. Anche la linea ondulata è visibile solo indistintamente. Ci sono dei puntini neri sull'orlo. Le ali posteriori sono di un bianco lucido e iridescente e con le caratteristiche venature marroni molto evidenti. 

### Uovo
L'uovo è tondeggiante, appiattito ai due poli e provvisto di robuste nervature longitudinali. 

### Larva

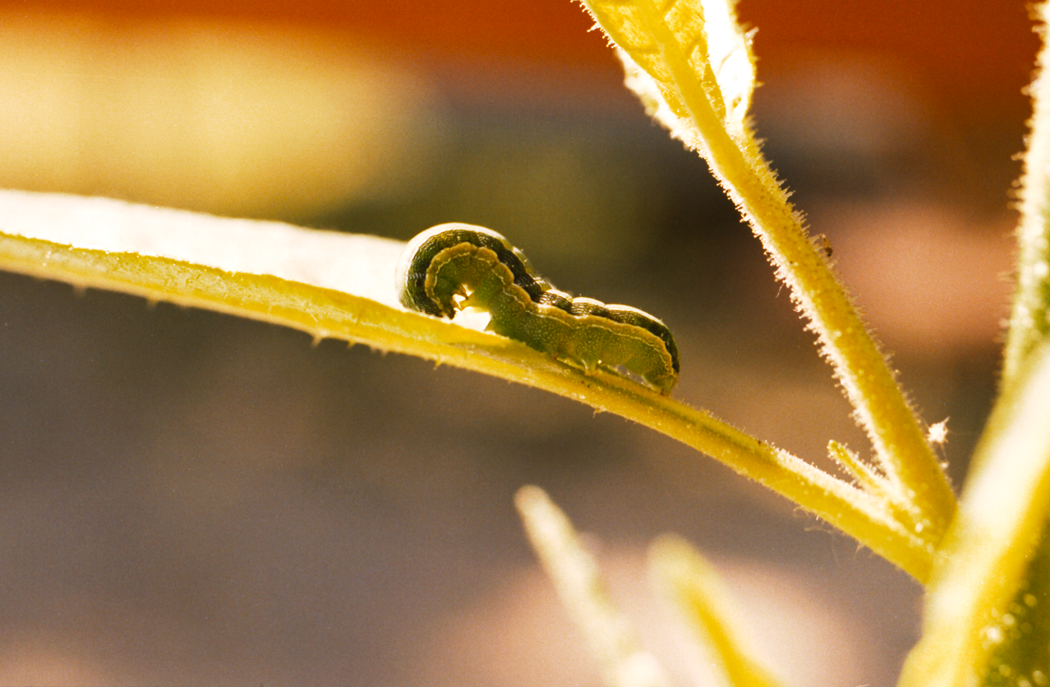
Bruco

I bruchi adulti mostrano un colore di base verdastro o grigio-marrone e un lato ventrale più chiaro. La linea del dorso è marrone scuro e interrotta, mentre le larghe strisce laterali brillano di un giallo ocra chiaro. 

### Pupa
La pupa giallo-marrone è caratterizzata da diversi punti corti sul cremaster smussato.

## Distribuzione e habitat
La specie si trova in tutto il mondo, ma preferibilmente nelle regioni tropicali e subtropicali. In Europa è originaria delle zone più calde del Mediterraneo e vola nelle zone più settentrionali come farfalla migratrice. Gli animali si trovano principalmente nelle aree di coltivazione di varie piante coltivate.

## Comportamento
Le falene notturne amano volare verso fonti di luce artificiale così come esche posate. Le uova vengono deposte in piccole covate ricoperte di lana di pelo proveniente dai ciuffi anali di pelo delle femmine. I bruchi vengono spesso introdotti nell'Europa centrale con verdure o frutta. Si nutrono in modo estremamente polifago di molte colture, ad esempio paprika, cavoli, fagioli, patate, cipolle, pomodori, erba medica, mais, cotone, limone, barbabietola da zucchero, asparagi o vite e possono anche essere dannosi nelle piantagioni. A volte sono stati trovati anche su Polygonum aviculare o Convolvulus ssp. . Per allontanare i nemici, ad es. Formicidae ssp. queste vengono irrorate dai bruchi con una secrezione orale dell'apparato boccale che contiene tensioattivi. Ci sono tentativi di usare i feromoni per controllare la riproduzione di massa. Nelle zone subtropicali, falene e bruchi vivono in una successione generazionale ininterrotta tutto l'anno. Le farfalle che si trovano nell'Europa centrale sono considerate immigrate se si verificano in primavera. Le tarme tardive possono anche essersi sviluppate come progenie di animali immigrati all'inizio dell'estate. I bruchi non possono sopravvivere a inverni rigidi e muoiono. 

## Conservazione
S. exigua vola in Germania ogni anno con frequenze diverse ed è classificata nella Lista Rossa delle specie minacciate di estinzione come farfalla errante o migratrice.